# 小坂まさる
小坂 まさる（こさか - 、1957年9月27日 - ）は、日本の元俳優・タレント・歌手、元ジャニーズJr.である。大阪府河内市生まれ、住吉区育ち。日本大学高等学校卒業。男性アイドルグループ「メッツ」の元メンバー。愛称は、ジャニーズ事務所内では「ヒデ坊」、ファンからは「マチャル」。

## 所属事務所
ジャニーズ事務所 → バーニングプロダクション → プラスワン

## 来歴
1972年、大阪市立住吉中学校3年生の時によみうりテレビの『ゴーゴー・ヤング』のリンボーダンス大会に飛び入り参加したことがきっかけで、ジャニーズ事務所にスカウトされ同年9月21日に上京。「ジャニーズ・ジュニア第1期生」の中心メンバーとして活躍した。
1974年9月にジャニーズ事務所を退社し、同年11月にバーニングプロダクションへ移籍。
新グループ「メッツ」を結成し、1975年2月23日に大阪の枚方市民会館にてステージデビュー。その後、レコードデビューを飾った。
以後はバーニングから「プラスワン」に移籍し、1980年のNHK大河ドラマ『獅子の時代』に書生役で出演している。
1980年代には芸能界を離れ政治活動を行っており、1985年7月の東京都議会議員選挙に港区選挙区から無所属で出馬したが、得票1434で最下位となり落選した。

## 人物
- 学歴：河内市の万代幼稚園 → 大阪市立住吉小学校 → 大阪市立住吉中学校 → 堀越中学校（現在廃止） → 堀越高等学校 → 日本大学高等学校卒業。

## 主な出演作品

### テレビドラマ
ジャニーズJr.時代
- ボクは恋人 （1974年7月 - 9月、フジテレビ）

バーニング時代
- 元禄太平記 （1975年1月5日 - 12月28日、NHK） 矢頭右衛門七役

プラスワン時代
- 獅子の時代 （1980年1月6日 - 12月21日、NHK） 書生役
- ぼくら野球探偵団 第14話「珍ロボット ウルトラ28号の秘密」（1980年8月11日、12ch / 円谷プロ）店員役
- ウルトラマン80 第26話「タイムトンネルの影武者たち」（1980年9月24日、TBS / 円谷プロ）小太郎役

### 映画
ジャニーズJr.時代
- 急げ!若者 TOMORROW NEVER WAITS （1974年7月、東宝） 孤児院の子供役

### 舞台
ジャニーズJr.時代
- 郷ひろみヤングミュージカル『走れ あしたに!!』
  - 1974年夏の郷ひろみのコンサートの中でのミュージカル

### ステージ
ジャニーズJr.時代
- 第45回ウエスタン・カーニバル 「フォーリーブスショー」 （1973年5月4日、日本劇場、小井戸秀宅と共に北公次が振付を担当）
- 第46回ウエスタン・カーニバル 「郷ひろみショー」 （1973年5月5日 - 6日、日本劇場）